# 4777 Aksenov
4777 Aksenov è un asteroide della fascia principale. Scoperto nel 1976, presenta un'orbita caratterizzata da un semiasse maggiore pari a 2,1746946 UA e da un'eccentricità di 0,1303788, inclinata di 1,32249° rispetto all'eclittica.